# 阿薩納河

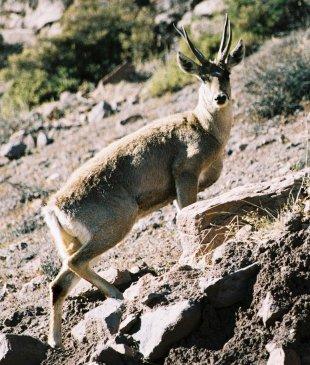
出沒於阿薩納河河谷的鹿

阿薩納河（Río Asana）是秘魯的河流，位於該國南部莫克瓜大區，處於安第斯山脈中南部，是奧斯莫雷河的支流，雨季平均流量每秒2.34立方米。
17°06′24″S 70°41′37″W / 17.1067°S 70.6936°W